# 伯拉削
圣伯拉削（Blaise of Sebaste）是古代亚美尼亚医生、瑟巴斯德（塞巴斯蒂亚）主教（今土耳其锡瓦斯），被尊为基督教圣人和殉教者。
伯拉削被罗马天主教、东正教和东方正统教会尊为圣人，并且是羊毛精梳工匠和喉疾的主保圣人。在拉丁教会中，他的瞻礼日在2月3日，在东方教会在2月11日。 根据《圣徒行传》（Acta Sanctorum）的记载, 他被施以鞭笞、铁梳酷刑，最后 斩首致命。

## 生平
圣伯拉削开始时是一位身体疾病的治疗者，后来成为灵魂的医师，然后在一个洞穴退隐了一段时间，专心祈祷。作为塞巴斯蒂亚（Sebastea）的主教，伯拉削有许多奇迹证明他神仆的美德和圣洁，据说他医治来到他身边的野兽，并且得到了野兽的帮助。人们从各个地方蜂拥而至，以治愈身体和心灵的疾病。
316年，卡帕多细亚和亚美尼亚总督亚格利各劳按照皇帝李锡尼的命令，迫害基督徒，伯拉削被捕，受到审问和严厉的鞭打等酷刑，然后被送往监狱，最后被斩首。

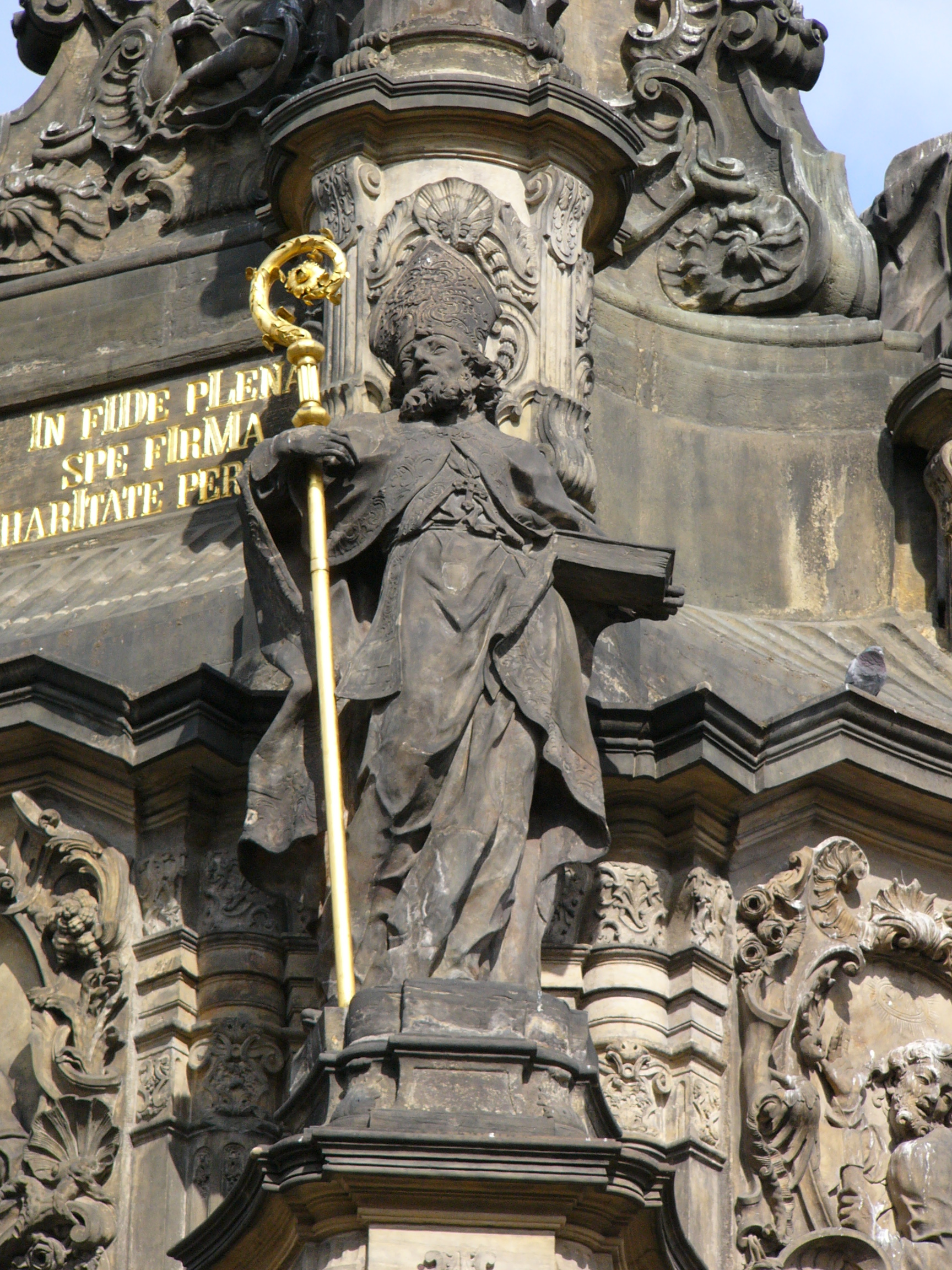
奥洛穆茨圣三柱上的圣伯拉削雕像
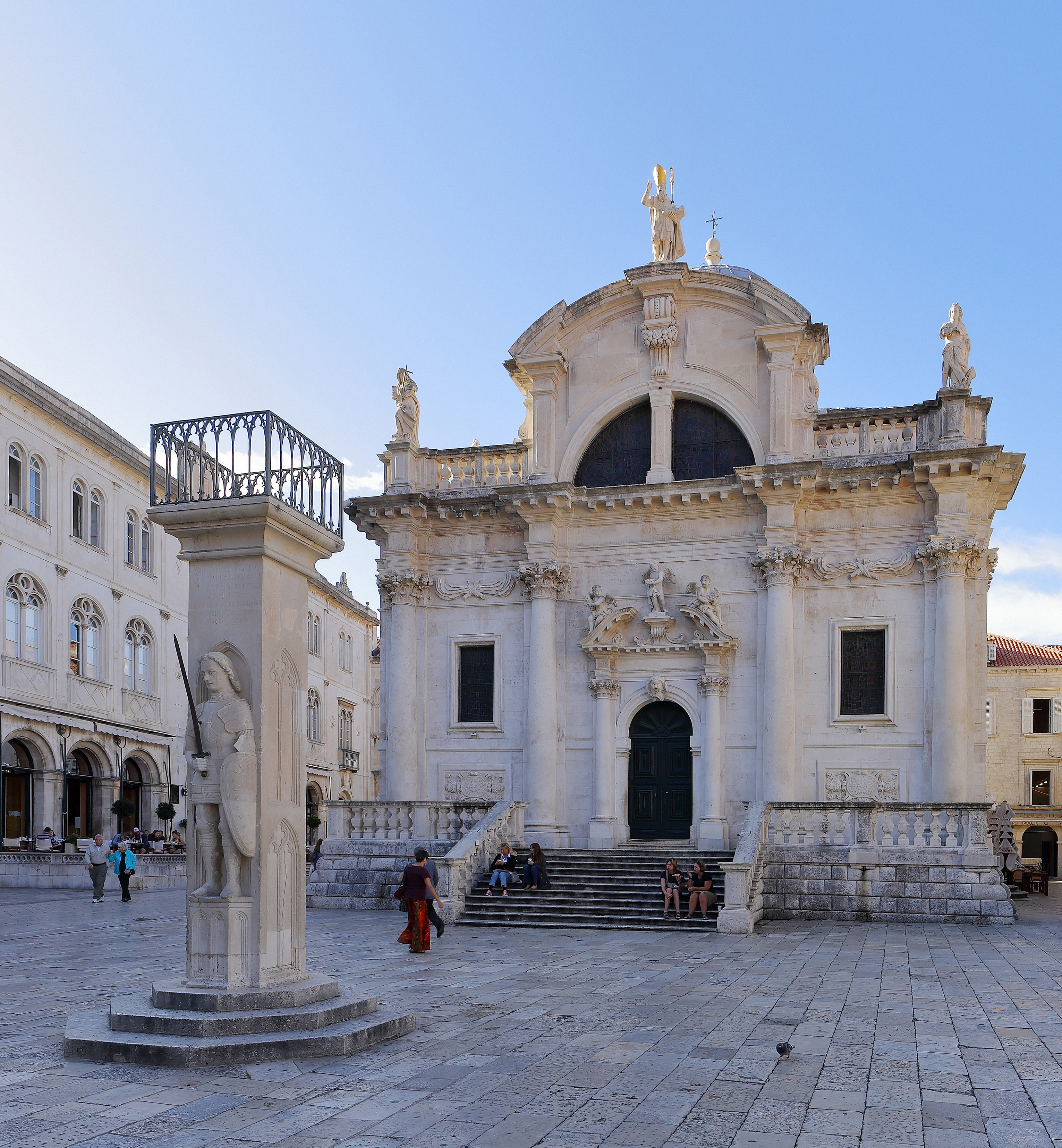
杜布罗夫尼克的圣伯拉削教堂
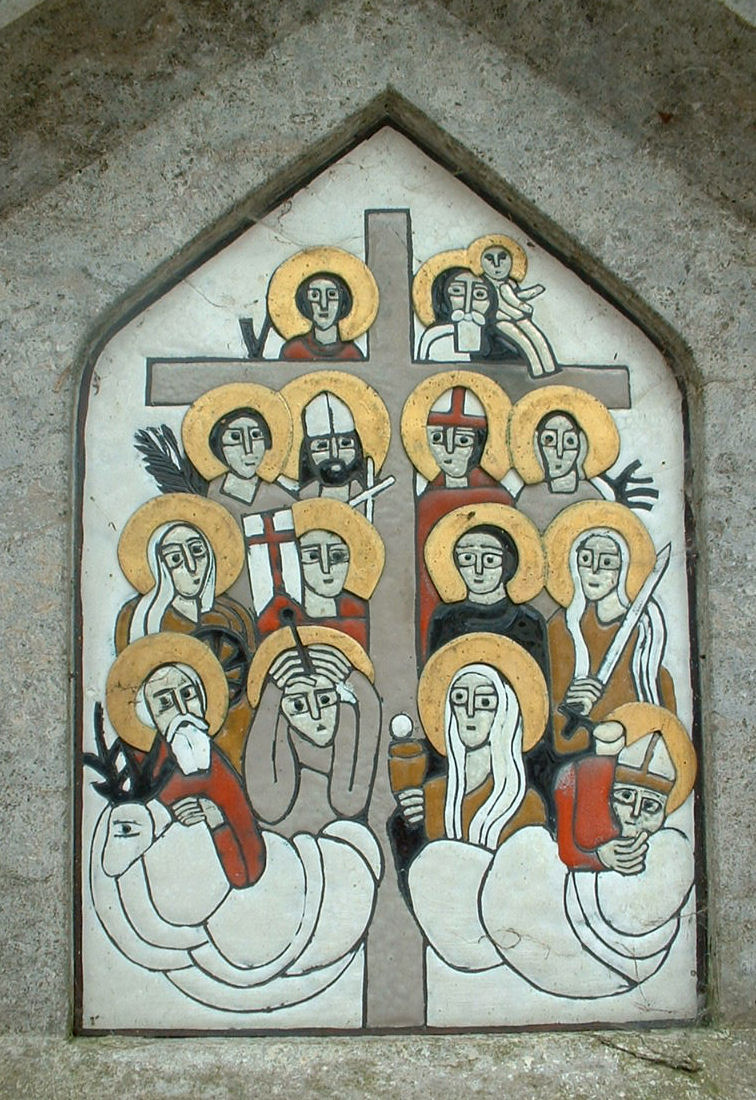
十四救难圣人
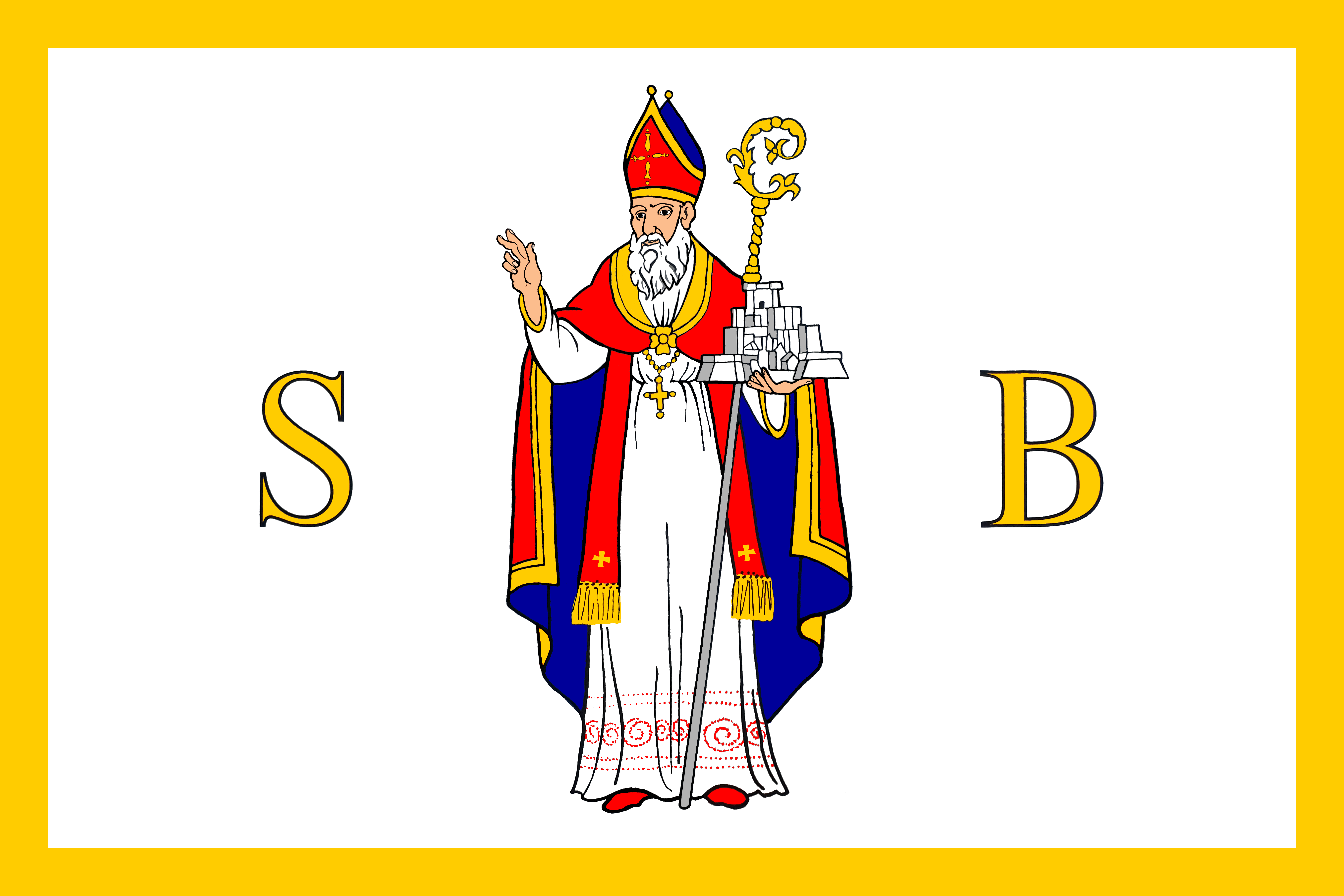
拉古萨共和国国旗与圣伯拉削
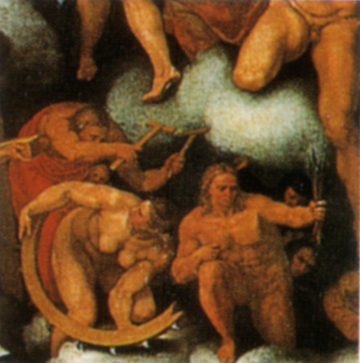
米开朗琪罗《最后的审判》的马塞洛·韦努斯蒂复制品，细节显示这个版本的圣加大肋纳在左侧底部，在她上方，圣伯拉削手持铁梳，头部位置有所不同，抬头看着耶稣